# Level-5 (công ty)
Level-5 Inc. là nhà phát triển và nhà sản xuất trò chơi điện tử của Nhật Bản có trụ sở tại Fukuoka. Hino Akihiro thành lập công ty vào tháng 10 năm 1998, sau khi ông rời khỏi công ty Riverhillsoft đã phá sản. Ngay từ ban đầu, công ty đã có mối quan hệ chặt chẽ với Sony Computer Entertainment, với nhiều tựa trò chơi được tài trợ và sản xuất cùng nhau. Bắt đầu từ năm 2007, công ty bắt đầu tự phát hành tựa trò chơi của riêng mình tại Nhật Bản, trong khi Nintendo tiếp quản công bố phát hành trò chơi trên hệ máy của họ ra toàn thế giới. Trong những năm gần đây, công ty đã tự xuất bản trò chơi của họ. Công ty nổi tiếng nhất với Dark Cloud, Professor Layton, Inazuma Eleven, Ni no Kuni, Yo-kai Watch, và Snack World, trong số rất nhiều thương hiệu khác.

## Lịch sử
Tháng 10 năm 1998 Hino Akihiro và nhóm phát triển của mình tại Riverhillsoft thành lập công ty Level-5, sau khi phát hành OverBlood 2. Vì Hino ban đầu không tin rằng nhóm của ông có thể trở thành nhóm phát triển độc lập, nên ông giao kết mối quan hệ với Sony Computer Entertainment, để cho phép ông phát triển trò chơi cho hệ máy PlayStation 2 sắp ra mắt, với điều kiện là ông ấy phải thành lập công ty riêng.
Cái tên "Level-5", là một tham chiếu liên quan đến học bạ của các trường học tại Nhật Bản, trong đó "Level-5" là điểm số cao nhất có thể. Ngay sau khi thành lập, công ty đã có 11 nhân viên.
Sản phẩm hoàn thiện đầu tiên của Level-5 là trò chơi nhập vai hành động Dark Cloud, phát triển theo hợp đồng của Sony Computer Entertainment. Dự định là một trò chơi ra mắt cho hệ máy PlayStation 2 của Nhật Bản, nó đã bị trì hoãn, trước khi ra mắt vào tháng 3 năm 2000 để có thời gian phát triển hơn nữa, cuối cùng cũng phát hành tại Nhật Bản vào tháng 12 năm 2000 và trên toàn thế giới vào năm 2001. Ngay lập tức bắt tay vào làm phần tiếp theo có tiêu đề Dark Chronicle (Dark Cloud 2 ở Bắc Mỹ). Dù không thành công như phần đầu, Dark Chronicle vẫn được khen ngợi và bán ra hơn nửa triệu bản trên toàn thế giới.
Giữa năm 2002, công ty bắt đầu được công nhận khi bắt đầu phát triển ba trò chơi cao cấp:
- True Fantasy Live Online cho Microsoft, một MMORPG đã trở thành một trong những tựa trò chơi hàng đầu cho Xbox và dịch vụ Xbox Live ở Nhật Bản trước khi đột ngột bị hủy bỏ vào năm 2004.
- Dragon Quest VIII cho Square Enix, hãng đã chọn mặt gửi vàng cho Level-5 để phát triển thương hiệu dưới sự giám sát của nhà thiết kế của loạt Horii Yuji và đội của ông ta tại Armor Project.
- Rogue Galaxy, RPG thứ ba của hãng cho Sony Computer Entertainment, với ngân sách lớn hơn và quyền tự do sáng tạo hơn các sản phẩm trước đây.

Chỉ trong bốn năm, Level-5 đã khởi nghiệp từ một xưởng nhỏ đến một trong những nhà phát triển RPG hàng đầu tại Nhật Bản, và kể từ đó đạt những thành công quan trọng và thương mại to lớn. Đầu năm 2007, công ty tự phát hành tựa trò chơi đầu tay đầu tiên tại Nhật Bản, Professor Layton and the Curious Village, đem về thành công về mặt doanh thu đáng kinh ngạc, hơn 840.000 bản đã bán ra và chính thức đưa Level- 5 thành nhà phát triển và phát hành trò chơi điện tử tương tác ở Nhật Bản.
Matsuno Yasumi, đạo diễn của Vagrant Story, Final Fantasy Tactics, và loạt Ogre Battle, tham gia vào Level-5 tháng 6 năm 2011, nhưng đã rời công ty sau khi hoàn thành Crimson Shroud cho Nintendo 3DS.
Vào đầu những năm 2010, Level-5 là một trong mười công ty trò chơi điện tử lớn nhất ở Nhật Bản, chiếm thị phần 3,2%.
Vào tháng 10 năm 2015, Level-5 thành lập một công ty con ở Santa Monica, hợp tác với Dentsu, gọi là Level-5 Abby. Mục đích là phát triển giải trí đa phương tiện cho nhân khẩu học phương Tây.
Vào tháng 10 năm 2020, có báo cáo rằng các hoạt động ở Bắc Mỹ của công ty, bao gồm cả Level-5 Abby, đã ngừng hoạt động do doanh số bán hàng thấp.

### Dịch vụ Roid
Trong năm 2009, Level-5 đã ra mắt dịch vụ Roid (Revolutionary Original Ideas Discovery), một ứng dụng phân phối trò chơi cho điện thoại di động. Chỉ tương thích với dịch vụ internet i-mode của NTT DoCoMo ở Nhật Bản. Người dùng trả một khoản phí hàng tháng để truy cập vào các trò chơi độc quyền và các trò chơi xã hội. Nền tảng này ra mắt với sáu trò chơi: Sloan and McHale's Mystery Story, Professor Layton and the Mansion of the Mirror of Death Remix, Chara Jo P, Yuuenchi wo Tsukurō Revolution, Treasure Island, và Elf the Dragonn. Ba sản phẩm đầu tiên do Level-5 phát triển, trong khi ba sản phẩm cuối cùng do các công ty ngoài phát triển.

## Danh sách trò chơi
Tất cả các trò chơi do  Level-5 phát triển và/hoặc xuất bản trừ khi có ghi chú khác
| Tựa                                               | Hệ máy               | Ngày phát hành       |
| ------------------------------------------------- | -------------------- | -------------------- |
| Dark Cloud                                        | PlayStation 2        | 14 tháng 12 năm 2000 |
| Dark Chronicle                                    | PlayStation 2        | 28 tháng 11 năm 2002 |
| Dragon Quest VIII                                 | PlayStation 2        | 27 tháng 11 năm 2004 |
| Rogue Galaxy                                      | PlayStation 2        | 8 tháng 12 năm 2005  |
| Jeanne d'Arc                                      | PlayStation Portable | 22 tháng 11 năm 2006 |
| Professor Layton and the Curious Village          | Nintendo DS          | 15 tháng 2 năm 2007  |
| Professor Layton and the Curious Village          | Android              | 8 tháng 6 năm 2018   |
| Professor Layton and the Diabolical Box           | Nintendo DS          | 29 tháng 11 năm 2007 |
| Professor Layton and the Diabolical Box           | Android              | 5 tháng 12 năm 2018  |
| Inazuma Eleven                                    | Nintendo DS          | 22 tháng 8 năm 2008  |
| Inazuma Eleven                                    | Nintendo 3DS         | 27 tháng 12 năm 2012 |
| Professor Layton and the Unwound Future           | Nintendo DS          | 27 tháng 11 năm 2008 |
| Professor Layton and the Unwound Future           | Android              | 13 tháng 7 năm 2020  |
| White Knight Chronicles                           | PlayStation 3        | 25 tháng 12 năm 2008 |
| Paul Sloane & Des MacHale's Intriguing Tales      | Nintendo DS          | 21 tháng 5 năm 2009  |
| Professor Tago's Mental Gymnastics #1 and #2      | Nintendo DS          | 18 tháng 6 năm 2009  |
| Dragon Quest IX                                   | Nintendo DS          | 11 tháng 7 năm 2009  |
| Paul Sloane & Des MacHale's Intriguing Tales 2    | Nintendo DS          | 3 tháng 9 năm 2009   |
| Inazuma Eleven 2                                  | Nintendo DS          | 1 tháng 10 năm 2009  |
| Inazuma Eleven 2                                  | Nintendo 3DS         | 27 tháng 12 năm 2012 |
| Professor Tago's Mental Gymnastics #3 and #4      | Nintendo DS          | 8 tháng 10 năm 2009  |
| Professor Layton and the Last Specter             | Nintendo DS          | 26 tháng 11 năm 2009 |
| Inazuma Eleven 3                                  | Nintendo DS          | 1 tháng 7 năm 2010   |
| Inazuma Eleven 3                                  | Nintendo 3DS         | 27 tháng 12 năm 2012 |
| White Knight Chronicles II                        | PlayStation 3        | 8 tháng 7 năm 2010   |
| Ni no Kuni: Dominion of the Dark Djinn            | Nintendo DS          | 9 tháng 12 năm 2010  |
| Ni no Kuni: Hotroit Stories                       | Mobile phone         | 9 tháng 12 năm 2010  |
| Professor Layton and the Miracle Mask             | Nintendo 3DS         | 16 tháng 2 năm 2011  |
| Danball Senki                                     | PlayStation Portable | 16 tháng 6 năm 2011  |
| Inazuma Eleven Strikers                           | Wii                  | 16 tháng 7 năm 2011  |
| Ni no Kuni: Wrath of the White Witch              | PlayStation 3        | 17 tháng 11 năm 2011 |
| Ni no Kuni: Wrath of the White Witch              | Nintendo Switch      | 20 tháng 9 năm 2019  |
| Ni no Kuni: Wrath of the White Witch              | Microsoft Windows    | 20 tháng 9 năm 2019  |
| Ni no Kuni: Wrath of the White Witch              | PlayStation 4        | 20 tháng 9 năm 2019  |
| Little Battlers eXperience Boost                  | PlayStation Portable | 23 tháng 11 năm 2011 |
| Inazuma Eleven GO                                 | Nintendo 3DS         | 15 tháng 12 năm 2011 |
| Inazuma Eleven Strikers 2012 Xtreme               | Wii                  | 22 tháng 12 năm 2011 |
| Girls RPG: Cinderellife                           | Nintendo 3DS         | 8 tháng 3 năm 2012   |
| Ni no Kuni: Daibouken Monsters                    | Mobile phone         | 11 tháng 5 năm 2012  |
| Guild01                                           | Nintendo 3DS         | 31 tháng 5 năm 2012  |
| Little Battlers eXperience                        | Nintendo 3DS         | 5 tháng 7 năm 2012   |
| Time Travelers                                    | Nintendo 3DS         | 12 tháng 7 năm 2012  |
| Time Travelers                                    | PlayStation Portable | 12 tháng 7 năm 2012  |
| Time Travelers                                    | PlayStation Vita     | 12 tháng 7 năm 2012  |
| Layton Brothers: Mystery Room                     | Android              | 12 tháng 9 năm 2012  |
| Layton Brothers: Mystery Room                     | iOS                  | 12 tháng 9 năm 2012  |
| Little Battlers eXperience W                      | PlayStation Portable | 18 tháng 10 năm 2012 |
| Little Battlers eXperience W                      | PlayStation Vita     | 18 tháng 10 năm 2012 |
| Professor Layton and the Phantom Thieves          | Android              | 14 tháng 11 năm 2012 |
| Professor Layton and the Phantom Thieves          | iOS                  | 14 tháng 11 năm 2012 |
| Professor Layton vs. Phoenix Wright: Ace Attorney | Nintendo 3DS         | 29 tháng 11 năm 2012 |
| Inazuma Eleven GO 2: Chrono Stone                 | Nintendo 3DS         | 13 tháng 12 năm 2012 |
| Inazuma Eleven GO Strikers 2013                   | Wii                  | 20 tháng 12 năm 2012 |
| Fantasy Life                                      | Nintendo 3DS         | 27 tháng 12 năm 2012 |
| Professor Layton and the Azran Legacy             | Nintendo 3DS         | 28 tháng 2 năm 2013  |
| Liberation Maiden                                 | iOS                  | 7 tháng 3 năm 2013   |
| Guild02                                           | Nintendo 3DS         | 13 tháng 3 năm 2013  |
| Earth Devastating B-Grade Girlfriend Z: Space War | iOS                  | 25 tháng 6 năm 2013  |
| Earth Devastating B-Grade Girlfriend Z: Space War | Android              | 12 tháng 8 năm 2013  |
| Yo-kai Watch                                      | Nintendo 3DS         | 11 tháng 7 năm 2013  |
| Little Battlers eXperience W: Super Custom        | Nintendo 3DS         | 18 tháng 7 năm 2013  |
| Fantasy Life Link!                                | Nintendo 3DS         | 25 tháng 7 năm 2013  |
| Little Battlers eXperience: Wars                  | Nintendo 3DS         | 31 tháng 10 năm 2013 |
| Inazuma Eleven GO 3: Galaxy                       | Nintendo 3DS         | 5 tháng 12 năm 2013  |
| Weapon Shop de Omasse                             | Nintendo 3DS         | 19 tháng 2 năm 2014  |
| Yo-kai Watch 2                                    | Nintendo 3DS         | 10 tháng 7 năm 2014  |
| Yo-kai Watch Blasters                             | Nintendo 3DS         | 11 tháng 7 năm 2015  |
| Yo-kai Watch: Wibble Wobble                       | Android              | 21 tháng 10 năm 2015 |
| Yo-kai Watch: Wibble Wobble                       | iOS                  | 28 tháng 10 năm 2015 |
| Yo-kai Watch Dance: Just Dance Special Version    | Wii U                | 5 tháng 12 năm 2015  |
| Yo-kai Sangokushi                                 | Nintendo 3DS         | 2 tháng 4 năm 2016   |
| Yo-kai Watch 3                                    | Nintendo 3DS         | 16 tháng 7 năm 2016  |
| Inazuma Eleven: Everyday+                         | Android              | 30 tháng 6 năm 2017  |
| Inazuma Eleven: Everyday+                         | iOS                  | 30 tháng 6 năm 2017  |
| Layton's Mystery Journey                          | Android              | 20 tháng 7 năm 2017  |
| Layton's Mystery Journey                          | iOS                  | 20 tháng 7 năm 2017  |
| Layton's Mystery Journey                          | Nintendo 3DS         | 20 tháng 7 năm 2017  |
| Layton's Mystery Journey                          | Nintendo Switch      | 8 tháng 11 năm 2019  |
| Snack World: Trejarers                            | Nintendo 3DS         | 10 tháng 8 năm 2017  |
| Otome Yusha                                       | Android              | 16 tháng 12 năm 2017 |
| Otome Yusha                                       | iOS                  | 16 tháng 12 năm 2017 |
| Yo-kai Watch Blasters 2                           | Nintendo 3DS         | 16 tháng 12 năm 2017 |
| Yo-kai Sangokushi: Kunitori Wars                  | Android              | 11 tháng 1 năm 2018  |
| Yo-kai Sangokushi: Kunitori Wars                  | iOS                  | 11 tháng 1 năm 2018  |
| Ni no Kuni II: Revenant Kingdom                   | Microsoft Windows    | 23 tháng 3 năm 2018  |
| Ni no Kuni II: Revenant Kingdom                   | PlayStation 4        | 23 tháng 3 năm 2018  |
| Ni no Kuni II: Revenant Kingdom                   | Nintendo Switch      | 17 tháng 9 năm 2021  |
| Snack World: The Dungeon Crawl – Gold             | Nintendo Switch      | 12 tháng 4 năm 2018  |
| Yo-kai Watch: Gerapo Rhythm                       | Android              | 10 tháng 5 năm 2018  |
| Yo-kai Watch: Gerapo Rhythm                       | iOS                  | 10 tháng 5 năm 2018  |
| Yo-kai Watch World                                | Android              | 27 tháng 6 năm 2018  |
| Yo-kai Watch World                                | iOS                  | 27 tháng 6 năm 2018  |
| Fantasy Life Online                               | Android              | 23 tháng 7 năm 2018  |
| Fantasy Life Online                               | iOS                  | 23 tháng 7 năm 2018  |
| Yo-kai Watch 4                                    | Nintendo Switch      | 20 tháng 6 năm 2019  |
| Yo-kai Watch 4                                    | PlayStation 4        | 5 tháng 12 năm 2019  |
| Y School Heroes: Bustlin' School Life             | Nintendo Switch      | 13 tháng 8 năm 2020  |
| Y School Heroes: Bustlin' School Life             | PlayStation 4        | 29 tháng 10 năm 2020 |
| Ni no Kuni: Cross Worlds                          | Android              | 10 tháng 6 năm 2021  |
| Ni no Kuni: Cross Worlds                          | iOS                  | 10 tháng 6 năm 2021  |
| Inazuma Eleven: Great Road of Heroes              | Android              | 2023                 |
| Inazuma Eleven: Great Road of Heroes              | iOS                  | 2023                 |
| Inazuma Eleven: Great Road of Heroes              | Nintendo Switch      | 2023                 |
| Inazuma Eleven: Great Road of Heroes              | PlayStation 4        | 2023                 |
| Megaton Musashi                                   | Nintendo Switch      | Chưa biết            |
| Megaton Musashi                                   | PlayStation 4        | Chưa biết            |
| Megaton Musashi                                   | PlayStation 5        | Chưa biết            |
| Ushiro                                            | Nintendo Switch      | Chưa biết            |
| True Fantasy Live Online                          | Xbox                 | Đã hủy               |